# 초 장왕

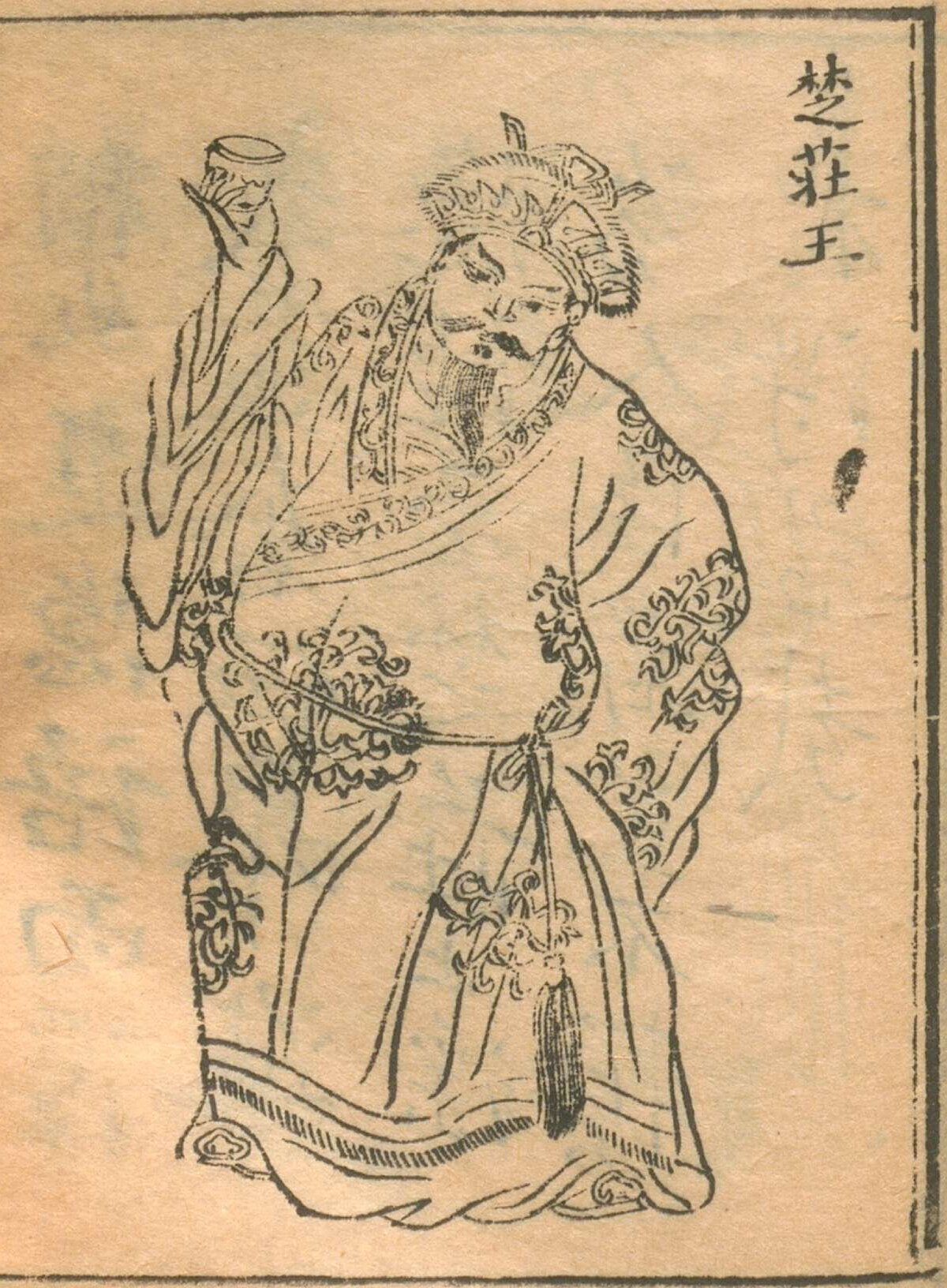
초 장왕

초 장왕(楚 莊王, ? ~ 기원전 591년)은 중국 초나라의 제22대 군주(재위: 기원전 613년 ~ 기원전 591년)이다. 이름은 려(侶)이다. 성왕의 손자이자 목왕의 아들이며, 공왕의 아버지이다. 춘추오패의 한 사람으로 꼽힌다.

## 생애

### 울지도 날지도 않는 새
아버지 목왕이 죽어서 왕위에 오른 직후 아직 젊은 왕이었기 때문에 왕자 섭(燮)이 모반을 일으켰다. 왕자 섭은 일단 수도와 왕실을 완전하게 지배하여 스스로 왕을 자칭했다. 그러나 반대 세력의 확대로 신변의 위험을 느껴 장왕을 가두고 북방으로 도망쳤다. 왕자 섭은 진(晉)나라와 진(秦)나라, 초나라의 국경 가까이의 상밀(商密)이라는 곳에서 반격을 개시하려고 했으나 도중에 노(盧)라는 마을에서 살해당했다. 장왕은 풀려나 수도로 돌아왔다.
장왕은 즉위한 후 삼 년 동안 밤낮으로 놀기만 하고, 나라 전체에 영을 내렸다.
| “ | 감히 간언하는 자가 있거든 죽여버리겠다. | ” |

어느 날 장왕은 왼쪽에 정나라 여자를, 오른쪽에는 월나라 여자를 껴안고는 음악을 듣고 있었다. 이때 오거(伍擧)가 간언했다.
| “ | 수수께끼를 올리겠습니다. 언덕 위에 새가 있는데, 삼 년 동안 날지도 울지도 않습니다. 이 새는 무슨 새입니까? | ” |

장왕이 대답했다.
| “ | 삼 년을 날지 않았으니 한 번 날아오르면 하늘을 찌를 것이고, 삼 년을 울지 않았으니 한 번 울면 사람들을 놀라게 할 것이다. 물러가라. 나는 수수께끼를 맞혔다. | ” |

여러 달이 지나고 장왕은 더욱 방탕해졌다. 이에 대부 소종(蘇從)이 간언하니, 장왕이 말했다.
| “ | 내가 영을 내렸던 것을 듣지 못했는가? | ” |

소종이 대답했다.
| “ | 이 한 몸 죽어 임금을 깨우치는 것이 신이 바라는 바입니다. | ” |

그러자 장왕은 놀이를 그만두고 정사를 살펴 간신 수백 명을 주살하고 또 수백 명을 등용하였다. 또한 오거와 소종에게 정무를 맡기니 나라 사람들이 크게 기뻐하였다. 이 사건에서 불비불명(不飛不鳴)이라는 고사성어가 유래하였다.

### 문정경중
국정을 정비한 장왕은 용(庸)나라를 공략한 것을 시작으로 주변 국가를 압박했고, 영토를 넓히며 패자로서의 두각을 나타내기 시작했다. 기원전 606년에는 중원을 제패할 야심을 품고 동주의 영토 근처에 군사를 주둔시켰다. 주나라가 사자로 왕손만(王孫滿)을 보내자 장왕은 그에게 구정(九鼎)의 무게가 얼마나 되느냐고 물었다. 구정은 천자의 나라에 대대로 전해지는 9개의 솥을 가리키는 왕권에 대한 상징물이다. 그 무게를 묻는 것은 주나라의 왕위를 빼앗을 수도 있음을 은연 중에 암시한 일종의 협박이었다. 장왕의 속내를 알아차린 왕손만은 솥의 크기와 무게보다는 덕이 중요하며 천명은 아직 주나라에 있다고 대답했고 이에 장왕은 철군하였다.

### 절영지연
장왕은 야심한 밤에 신하들을 연회에 불렀다. 많은 사람이 취한 가운데 갑자기 강풍이 불어 촛불이 꺼져 버렸다. 그 때, 장웅(蔣雄)이라는 사람이 장왕의 총희를 껴안았는데 총희는 곧바로 장웅의 갓끈을 잡아 뜯고 장왕에게 이를 알렸다. 그러나 장왕은 신하들로 하여금 모두 갓끈을 끊게 하였고 장웅은 속으로 장왕에게 감사를 했다.
그 후 초나라가 진(秦)나라에게 공격당했을 때, 장웅은 선봉에 서서 큰 공로를 세웠다. 그러자 장왕이 장웅에게 물었다.
| “ | 과인은 너를 그렇게 아낀 기억이 없는데, 무슨 이유로 목숨도 아까워하지 않고 이렇게까지 한 것이냐? | ” |

장웅은 당시 연회에서의 일을 이야기하여 자신이 그때 총희를 껴안은 자임을 말했다. 너그럽고 여자에게 휘돌리지 않는 훌륭한 군주로서의 장왕의 인격을 나타내는 고사이다.

### 춘추의 패자
장왕은 진(陳)나라의 내란을 틈타 그 나라를 일시에 병합하고, 정(鄭)나라를 공격하여 진나라와 함께 속국으로 삼았다.
기원전 597년에 정나라의 원군으로 온 진(晉)나라군을 격파했다(필 전투). 이 때 진나라군은 허겁지겁 배를 타고 후퇴했는데, 배가 뒤집힐 것을 두려워한 병사가 배에 매달려 있는 병사의 손을 잘라 떨어뜨렸고 배 안에는 손가락이 수북이 모였다고 한다. 대승한 뒤 신하들은 경관(京觀)을 만들 것을 상소했지만 장왕은 물리친다. '무(武)'라는 글자는 무기를 멈추어 쓰고, 난폭함을 막고 전을 세우고 대를 유지하며, 공을 정하고 백성을 생각하고 사람들을 화합하고 재물을 풍부하게 하기 위한 것이니 자신이 한 것은 이 무덕에 들어맞지 않으며, 자신들의 조국을 위해 충성을 다한 진나라 병사들의 사체로 경관을 만들 수는 없다는 이유에서였다.

### 마지막 싸움
진나라를 패퇴시키고 패업을 이룬 장왕은, 그 다음에 진나라를 따르는 송나라를 표적으로 정했다. 장왕이 제나라에 보낸 사신이 송나라를 지나가다가 피살당하자, 전광석화 같이 송나라에 쳐들어가 그 수도 상구(商丘)를 포위했다. 이전에 노나라도 초나라의 맹하에 들어가는 등 착실하게 장왕의 패업은 완성에 가까워지고 있었다. 그러나 화원(華元)을 비롯한 송나라군의 저항에 의해 기원전 594년 5월에 이르렀음에도 불구하고 상구를 함락하지 못하여 장왕은 결국 퇴각했다. 후에 송나라는 초나라에게 항복했다.
기원전 591년에 장왕은 별세한다.

## 가정
- 아버지 : 초 목왕
- 형제 : 초 장왕, 공자 영제(公子嬰齊) 자 자중(子重), 공자 측(公子側) 자 자반(子反)
- 아들 : 초 공왕, 공자 곡신(公子穀臣), 공자 정(公子貞) 자 자낭(子囊), 공자 오(公子午) 자 자경(子庚), 공자 추서(公子追舒) 자 자남(子南)

| 전임 아버지 목왕 웅상신 | 제22대 초나라의 군주 기원전 614년 - 기원전 591년 | 후임 아들 공왕 웅심 |